# Marinefernmeldestab 70
Der Marinefernmeldestab 70 (MFmStab 70) war ein Verband der Bundesmarine, dessen Aufgabe die Fernmelde- und Elektronische Aufklärung war. Er wurde am 1. September 1960 unter der Bezeichnung Marinefernmeldeabschnitt 7 in Flensburg-Mürwik aufgestellt und von einem Kommandeur im Dienstgrad Kapitän zur See geführt. 2002 erwuchs aus dem Marinefernmeldestab 70 der Fernmeldebereich 91, welcher wiederum im Bataillon Elektronische Kampfführung 911 aufging.

## Geschichte

### Deutsche Marinefernmeldeaufklärung vor der Aufstellung der Bundesmarine
Bereits vor der Aufstellung der Bundesmarine 1956 gab es deutsche Einrichtungen unter alliierter Leitung, die Fernmeldeaufklärung gegenüber Aktivitäten der Sowjetunion und ihrer Verbündeten im Bereich der Ostsee betrieben. So waren die Schnellboote des auch als Schnellbootgruppe Klose bezeichneten British Baltic Fishery Protection Service mit Peilantennen ausgestattet und wurden von 1951 an für die Fernmeldeaufklärung eingesetzt. Sie klärten hauptsächlich Küstenstellungen im Baltikum auf einschließlich der verwendeten Funkfrequenzen.
Am 1. Januar 1954 wurde außerdem eine landfeste Erfassungsstelle eingerichtet, die von ehemaligen Angehörigen des B-Diensts, der Fernmeldeaufklärungsorganisation der Kriegsmarine, betrieben wurde. Sie war vom Juni 1955 an in der ehemaligen Marinenachrichtenschule und späteren Marinefernmeldeschule im Marinestützpunkt Flensburg-Mürwik untergebracht und als U.S. Naval Service Detachment No.3 getarnt. Ihr Leiter war der ehemalige Fregattenkapitän der Kriegsmarine Budde, der später Kommandeur des Marinefernmeldestabs 70 wurde.

### Aufbau der Fernmelde- und elektronischen Aufklärung in der Bundesmarine
Aus dieser Erfassungsstelle hervorgehend wurde am 4. Juni 1956 die Funkaufklärungskompanie aufgestellt und am 1. Juli 1956 der 1. Marinefernmeldeabteilung/Marinefernmeldeabschnitt Ostsee  unterstellt. Weitere Einrichtungen folgten und wurden teilweise dem Marineortungsabschnitt Ostsee unterstellt. Am 1. September 1960 wurden diese bestehenden Aufklärungseinrichtungen zum Marinefernmeldeabschnitt 7 zusammengefasst. Am 1. Juli 1970 wurde dieser Verband umgegliedert und in Marinefernmeldestab 70 umbenannt.

## Organisation
Der Marinefernmeldestab 70 unterstand truppendienstlich dem Marineabschnittskommando Ostsee und für den Einsatz dem Befehlshaber der Seestreitkräfte der Ostsee, ab 1961 dem Flottenkommando. 1967 wechselte die truppendienstliche Unterstellung zur Marinedivision Ostsee und 1974 zum Marineführungsdienstkommando (ab 1. April 1995 Flottille der Marineführungsdienste).
Der Verband bestand aus einem Stab und mehreren zunächst als Fernmeldegruppen, dann als Fernmeldekompanien und schließlich als Fernmeldesektoren bezeichneten Einheiten.

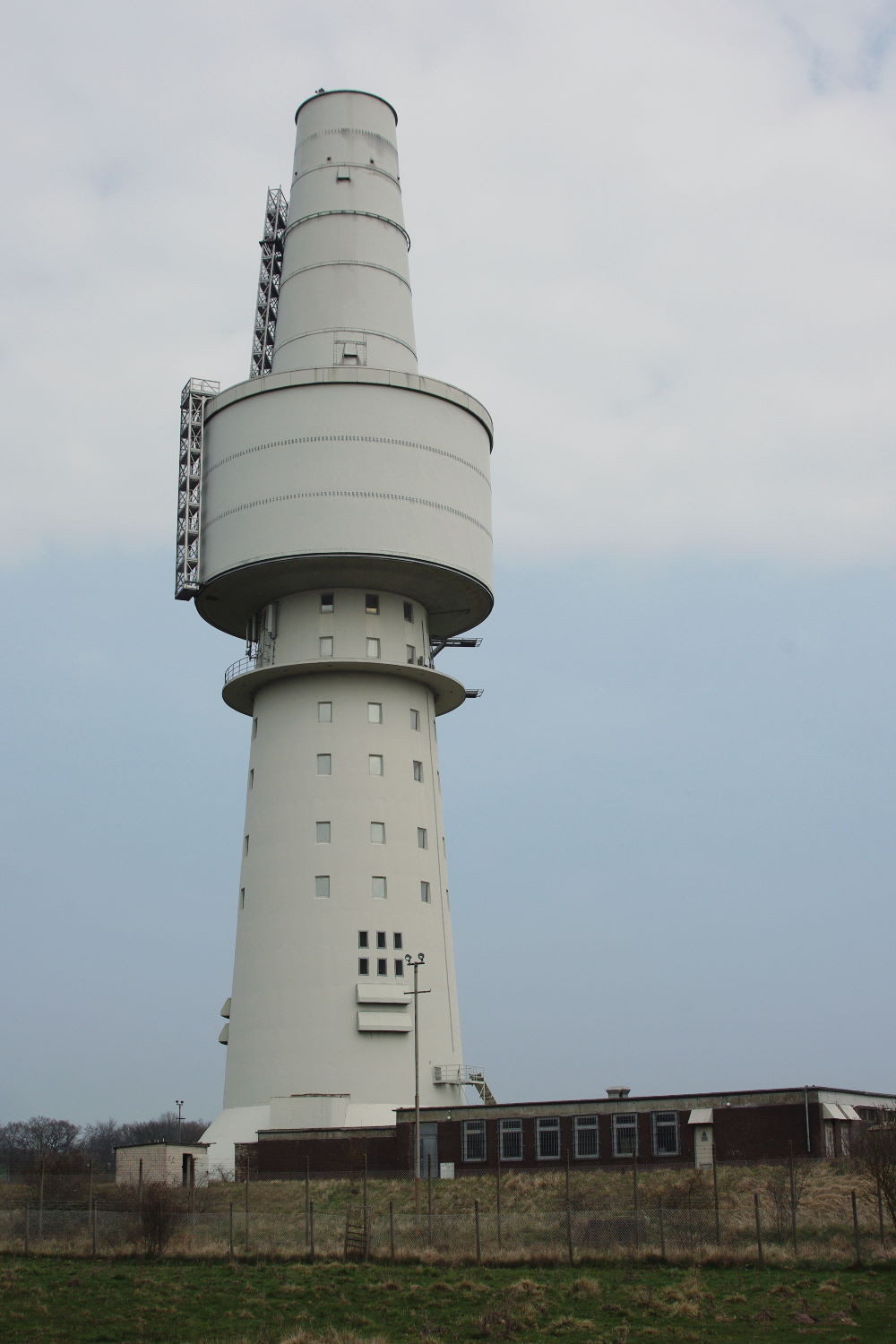
Der ehemalige Fernmeldeturm M des Marinefernmeldesektors 73 bei Pelzerhaken

### Stab
Der Stab selber beim Twedter Feld in Flensburg-Mürwik, nördlich der Marineschule Mürwik (Lage) gelegen, war für grundsätzliche Aufgaben der Fernmelde- und elektronischen Aufklärung der Marine zuständig. Im Laufe der Zeit wuchsen die Aufgaben der Zentrale. So wurden am 30. September 1982 bei der Auflösung der Marinefernmeldegruppe 72 deren Aufgaben an den Stab übertragen und das Personal für die mobile Erfassung an Bord der Flottendienstboote und Messflugzeuge wurde in den Stab integriert. Zur Auswertung der Unterwasseraufklärung wurde am 1. August 1986 das Hydroakustische Analysezentrum Marine (HAM) als Teil des Stabes aufgestellt.

### Marinefernmeldesektor 71
Der Marinefernmeldesektor 71 wurde am 1. September 1960 in Flensburg-Mürwik aufgestellt. Seine Aufgabe war die Fernmeldeaufklärung. Ihm unterstanden zunächst vier Marinefernmeldestellen:
- MFmSt 711 in Neustadt-Pelzerhaken (COMINT)
- MFmSt 712 in Soest (Peiler Mitte) mit Außenstelle List/Sylt und abgesetztem Peiltrupp in Wittmund
- MFmSt 713 in Falshöft bei Gelting (Peiler Nord)
- MFmSt 714 in Langenargen am Bodensee (Peiler Süd)

Nach mehreren Umgliederungen und Verlegungen bestanden ab etwa 1970
- MFmSt 711 in Neustadt-Pelzerhaken (COMINT)
- MFmSt 713 in Lunden (Peilzentrale Nord)
- MFmSt 714 in Langenargen am Bodensee (Peilzentrale Süd)

In den 1990er Jahren wurden diese Stellen nach und nach aufgelöst und durch die Großpeilanlage Kastagnette in Bramstedtlund bei Leck ersetzt, wohin der Marinefernmeldesektor 71 am 1. Dezember 1994 verlegte (Lage).

### Marinefernmeldesektor 72
Der Marinefernmeldesektor 72 wurde am 1. Januar 1962 in Glücksburg-Meierwik aufgestellt und am 1. März 1978 nach Flensburg verlegt (Lage). Das Personal des Marinefernmeldesektors 72 wurde an Bord von Flottendienstbooten und Messflugzeugen für die Aufklärung in und über See eingesetzt. Der Sektor 72 wurde am 30. September 1982 aufgelöst und das Personal in den Stab des Marinefernmeldestabs 70 eingegliedert.

### Marinefernmeldesektor 73
Der Marinefernmeldesektor 73 wurde am 29. April 1970 in Neustadt in Holstein aufgestellt (Lage). Er betrieb vor allem Fernmeldeaufklärung nahe der innerdeutschen Grenze und verfügte über eine stationäre Peileinrichtung, die in einem als Fernmeldeturm M bezeichneten Aufklärungsturm in Pelzerhaken bei Neustadt untergebracht war. Außerdem unterstand ihr eine Außenstelle in Marienleuchte auf Fehmarn (Marinefernmeldezug 736), die sowohl Fernmelde- wie auch Elektronische Aufklärung betrieb.
Die Aufklärung gegenüber der Volksmarine der DDR wurde im August und September 1990 eingestellt und der Marinefernmeldesektor 73 am 30. September 1992 aufgelöst.

### Flottendienstboote

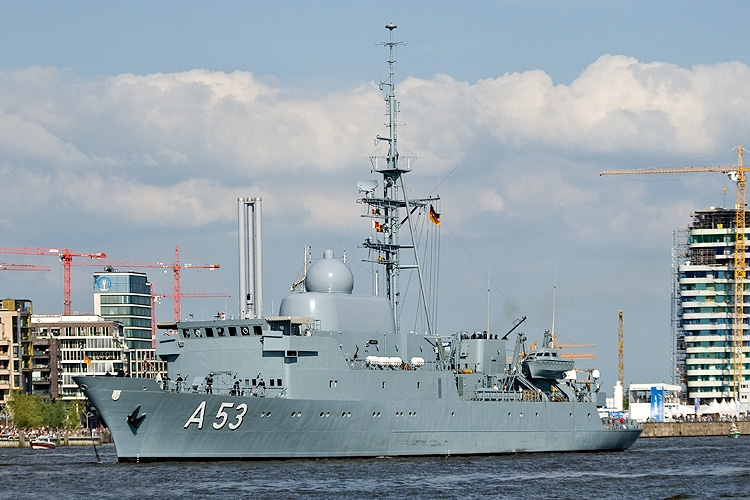
Flottendienstboot Oker

Als mobile Aufklärungseinrichtungen betrieb die Marine Messboote und -flugzeuge. Die Flugzeuge des Typs Breguet 1150 M Atlantic gehörten stets dem Marinefliegergeschwader 3 an. Die später als Flottendienstboote bezeichneten Aufklärungsschiffe der Oste-Klasse gehörten bis Ende 1992 zum Flottendienstgeschwader und wurden nach dessen Auflösung am 1. Januar 1993 dem Marinefernmeldestab 70 truppendienstlich unterstellt.

## Nachfolge
Am 31. März 2002 wurde der Marinefernmeldestab 70 von der Marine an die Streitkräftebasis übergeben und in Fernmeldebereich 91 umbenannt, der im Marinestützpunkt Flensburg-Mürwik stationiert wurde. Der Fernmeldebereich 91 wurde jedoch schon am 21. März 2013 wieder aufgelöst. Große Teile des Bereichs gingen als neues Bataillon Elektronische Kampfführung 911 (EloKaBtl 911) nach Stadum (vgl. Fernmeldetruppe EloKa). Die Liegenschaft des Fernmeldebereichs 91, am östlichen Rand des Stützpunktes bei Twedter Mark wurde daher aufgegeben.

## Kommandeure
| Nr. | Name                                               | von         | bis       |
| --- | -------------------------------------------------- | ----------- | --------- |
| 1   | Kapitän zur See Wilhelm Budde                      | Aufstellung | März 1965 |
| 2   | Kapitän zur See Werner Winter                      | Apr. 1965   | März 1970 |
| 3   | Kapitän zur See Karl-Friedrich Künzel              | Apr. 1970   | Nov. 1974 |
| 4   | Kapitän zur See Wolf Laukamm                       | Dez. 1974   | 1983      |
| 5   | Kapitän zur See J. Schmidt                         | 1983        | 1986      |
| 6   | Kapitän zur See Joachim Kleemann                   | 1986        | 1988      |
| 7   | Kapitän zur See W. Gühmann                         | 1988        | 1992      |
| 8   | Kapitän zur See Wulf Plesmann                      | 1993        | 1997      |
| 9   | Kapitän zur See Andreas Moehle von Hoffmannswaldau | 1998        | 2001      |